# 6 листопада
6 листопада — 310-й день року (311-й у високосні роки) у григоріанському календарі. До кінця року залишається 55 днів.

## Свята і пам'ятні дні

### Міжнародні
- ООН: Міжнародний день запобігання експлуатації довкілля під час війни та збройних конфліктів. (з 2001 року)
- Міжнародний день пам'яті тварин, загиблих від рук людини.
- День саксофона.

### Національні
- Україна: День Визволення Києва.
- Узбекистан: День працівника культури.
- Республіка Конго: День посадки дерев.
- Швеція: День пам'яті короля Густава Адольфа і День державного прапора.
- Марокко: День зеленого маршу.
- Фінляндія: День Фінсько-шведської спадщини або День шведської культури і День прапора.
- Домініканська Республіка,  Таджикистан,  Татарстан: День Конституції.

## Іменини
✙ Православні: Павло, Лука, Олександра, Клавдія, Єфросинія.

✝  Католицькі:

## Події
- 1657 — відбулася Корсунська рада, документ про українсько-шведський військово-політичний союз.
- 1860 — Авраам Лінкольн обраний 16-м президентом Сполучених Штатів Америки.[2]
- 1919 — командування Української Галицької армії уклало перемир'я і союзний договір з Добровольчою армією.
- 1932 — на виборах у Німецькій Державі більшість голосів отримала партія націонал-соціалістів
- 1942 — відбувся перший політ німецького літака Хейнкель Heinkel He 219 "Пугач", на якому вперше в історії почали серійно встановлювати пневмокатапульту для пілота.
- 1944 — відбудована і відновила свою роботу Київська радіостанція.
- 1951 — почав працювати Київський професійний телецентр на Хрещатику, 26. Початок історії Українського телебачення
- 1960 — у Києві запущена перша черга метрополітену — 5-кілометрова ділянка Святошино-Броварської лінії з'єднала станції «Вокзальна», «Університет», «Хрещатик», «Арсенальна», «Дніпро»;
- 1962 — Генеральна Асамблея ООН прийняла резолюцію, яка засуджувала расистську політику апартеїду у Південно-Африканській Республіці і закликала всіх членів ООН припинити будь-які економічні та військові відносини з ПАР.
- 1964 — здано в експлуатацію Тернопільський порцеляновий завод.
- 1980 — у Миколаєві збудований новий Інгульський міст, довжина моста складала 485 м.
- 1984 — на президентських виборах у США переконливу перемогу вдруге отримав республіканець Рональд Рейган;
- 1986 — у залізничній катастрофі на станції Користівка загинуло 44 особи, ще 100 були поранені.
- 1987 — у Києві відкрито 28-у станцію метрополітену — «Ленінська» (тепер «Театральна»)
- 1991 — розпущено Комуністичну партію Радянського Союзу
- 1998 — Повінь на Закарпатті.
- 1999 — в Австралії 54,5 % виборців висловилось проти проголошення країни республікою, знову визнавши формальним главою держави британського монарха.

## Народились
Дивись також Категорія:Народились 6 листопада
- 15 — Агріппіна Молодша, римський політичний діяч, дочка Германіка і Агрипіни Старшої, сестра Калігули, остання жінка Клавдія, мати Нерона.
- 1494 — Сулейман I Кануні, османський султан (1520—66 рр.) з династії Османів;
- 1753 — Козловський Михайло Іванович, скульптор Російської імперії кінця XVIII століття, представник класицизму.
- 1771 — Алоїс Зенефельдер, винахідник літографії.
- 1811 — Маркіян Шашкевич, український письменник, поет, культурно-громадський діяч, голова «Руської трійці»;
- 1814 — Адольф Сакс, бельгійський майстер духових інструментів, винахідник саксофона;
- 1855 — Дмитро Яворницький, український історик, дослідник козацтва, археолог, етнограф, фольклорист, письменник, академік АН УРСР (1929).
- 1860 — Ігнацій Ян Падеревський, польський піаніст-віртуоз, композитор, політик;
- 1861 — Джеймс Нейсміт, канадський вчитель фізкультури, винахідник гри в баскетбол (1891);
- 1880 — Роберт Музіль, австрійський письменник та есеїст, драматург і театральний критик.
- 1918 — Куп'як Дмитро, активний діяч ОУН та СБ ОУН, підприємець та меценат.
- 1931 — Майк Ніколс (Михайло Пешковський), американський режисер, лауреат «Оскара»;
- 1936 — Браз Йосип Еммануїлович, український живописець і графік.
- 1936 — Еміль Лотяну, молдовський режисер.
- 1938 — Володимир Жариков, український актор, каскадер. Знімався у фільмах: «Ненависть», «Пірати XX століття», «Місце зустрічі змінити не можна», «Таємниці мадам Вонг», «Десять негренят», «Сторонній» та ін.
- 1952 — Майкл Каннінгем — американський письменник.
- 1970 — Ітан Гоук, американський актор та літератор.
- 1988 — Емма Стоун, американська акторка.
- 1988 — Кончіта Вурст, австрійський співак, переможець «Євробачення 2014».

## Померли
Дивись також Категорія:Померли 6 листопада
- 1600 — Ісіда Міцунарі, самурайський полководець середньовічної Японії.
- 1600 — Конісі Юкінаґа, самурайський полководець-християнин середньовічної Японії.
- 1893 — Петро Чайковський, видатний композитор українського походження, автор опери «Мазепа» та багатьох інших.
- 1912 — Микола Лисенко, український композитор, піаніст, педагог, хоровий диригент, музикально-громадський діяч; основоположник української класичної музики.
- 1941 — Моріс Леблан, французький письменник і журналіст, відомий своїми творами про поліцейських та їх пригоди, автор, який створив образ благородного грабіжника Арсена Люпена.
- 1968 — Василь Макух, український правозахисник, вчинив на Хрещатику самоспалення на знак протесту проти колоніального становища України.
- 1998 — Штерн Борис Гедалійович, український письменник-фантаст.
- 2020 — Михайло Жванецький, український письменник-сатирик, популярний виконавець своїх творів.